# 개원통보

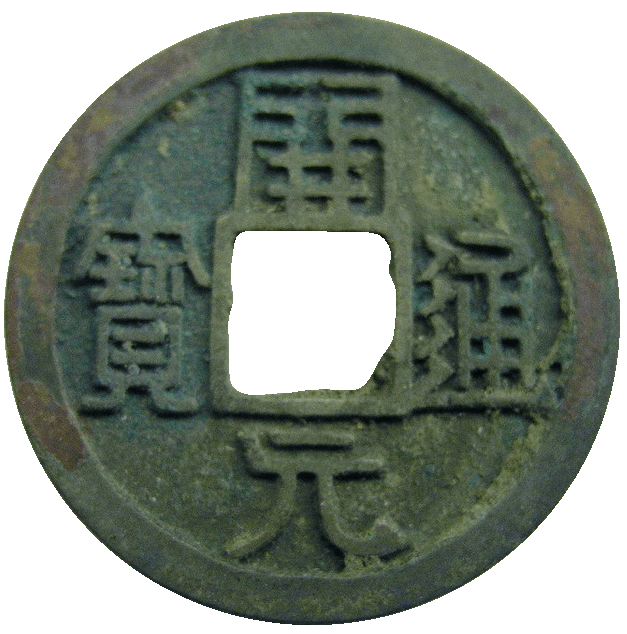
개원통보

개원통보(開元通寶)는 중국 당나라(唐) 왕조 무덕(武徳) 4년(621년)에 처음 주조되어 당대는 물론 오대십국 시대(五代十国時代)까지 약 3백여 년에 걸쳐 유통되었던 금속 화폐이다.
개원통보는 진나라(秦)의 반냥전(半兩錢), 한나라(漢)의 오수전(五銖錢)의 형태를 이어받아 지름 8푼(약 24mm)이다. 이 화폐 한 장의 질량은 2주(銖) 4류(絫) 즉 한 냥(대냥)의 1/10(약 3.73g)로, 질량의 단위를 뜻하는 「전」(錢)이 여기서 유래하였다. 「1근 = 16냥、1냥 = 24주銖、1주 = 10류」라는 복잡한 체계를 대신해 「1근 = 16량」은 그대로 유지되었으나 그 이하는 「1냥 = 10전、1전 = 10푼、1푼 = 10리厘、1리 = 10호毫」라는 십진법 체계가 사용되게 된다.
무게 단위로써의 전은 일본으로 전해져서 1문(匁)이라 불리게 되었다.

## 이름
이 화폐의 읽는 방법은 「위・아래・오른쪽・왼쪽」 순으로 「개원통보」(開元通寳)가 되지만 「위・오른쪽・아래・왼쪽」으로 이어 읽어서 「개통원보」(開通元寳)라고 읽기도 하며, 어느 쪽으로 읽든 의미는 통하기에 따라 예로부터 두 가지 설이 병존해 오면서 결론이 나오지 않고 있다.
당 현종 개원(開元) 26년(738년)에 출판된 《당육전》(唐六典)에는 「무덕 중에 모든 오수전을 정지하고 거듭 개원통보를 주조하였다」라고 기술되어 있는데, 한편으로 《구당서》(舊唐書)에 「거듭 천하에 주조하는 곳을 두고 아울러 개원통보전을 주조하게 하였다」(仍令天下置鑪之處並鑄開元通寳錢)라고 기술되어 있다. 당대에는 「개원」(開元)이라는 단어는 당대에 연호로써 존재했지만 그것은 개원통보가 주조된 것보다 백 년이나 늦은 뒤의 일로 개원통보라 불리게 된 것은 개원 이후의 일이 아니냐는 설도 존재하고 있다.
당 고조가 무덕 연호를 사용했음에도 무덕통보(武德通寶)가 아닌 개원통보라는 이름을 붙인 것은 연호를 따서 명명한 화폐를 주조할 당시에는 아직 시장이 활성화되지 않아서 당 고종(高宗)이 주조한 건봉천보(乾封泉宝)는 겨우 8개월밖에 쓰이지 못했고, 당 왕조 이후에 와서야 명대의 영락통보(永樂通寶)처럼 연호가 이름으로 붙은 화폐가 비로소 널리 쓰이게 되었다. 개원 연호 등장 이전 후베이성(湖北省) 안루(安陆)의 오왕 각(吴王恪)의 비(妃) 양씨(楊氏)의 무덤(637년 조성)이나 함양(咸陽)의 장락공주묘(長樂公主墓, 643년 조성), 시안(西安)의 위올묘(伟儿墓, 647년 조성), 산시 성 홍건(弘乾)의 정인태묘(鄭仁泰墓, 664년 조성) 후베이 성 윈현(郧县)의 이휘묘(李徽墓, 684년 조성), 허난성(河南省) 옌스(偃师)의 이수일묘(李守一墓, 693년 조성), 시안 곽고묘(郭暠墓, 695년 조성), 산시 성 첸현(乾县)의 영태공주묘(永泰公主墓, 706년 조성), 시안의 곽환묘(郭桓墓, 708년 조성)에서 모두 개원통보가 출토되었다.
당대의 다른 동전을 보면 사사명(史思明)이 주조하게 했다는 순천원보(順天元寶) ・ 득일원보(得一元寶)나 8세기 후반의 대력원보(大暦元寶)에는 「원보」가, 8세기 후반의 건중통보(建中通寶)에는 「통보」가 사용되고 있다. 두 가지 「원보」 ・ 「통보」 모두 당대 이후에도 계속 화폐의 이름으로 사용되었다.

## 종류
- 개원(開元) : 고조 무덕 4년(621년) 처음 주조하였다. 글씨는 구양수(歐陽詢)의 것이었다.
- 중당 시대에는 '개원'이라는 단어가 빠졌다.
- 회창개원(会昌開元) : 당 무종(武宗) 회창(會昌) 5년(845년) 주조된 개원통보의 일종. 회창 폐불 당시 징발된 불상이나 불구(佛具)를 녹여서 주조하였다. 뒷면에 주조지를 표시한 문자가 새겨져 있었다. 예를 들어 창(昌)이라고 쓴 것은 양주(揚州)에서 제작된 것, 경(京)은 경조부 즉 장안에서 제작된 것, 낙(洛)은 하남부(河南府) 즉 낙양에서 제작된 것, 익(益)은 익주(益州) 즉 성도(成都)에서 제작된 것, 남(藍)은 남전현(藍田県), 양(襄)은 양주(襄州, 양양襄陽), 형(荊)은 형주(荊州), 월(越)은 월주(越州), 선(宣)은 선주(宣州, 선성宣城), 홍(洪, 홍주洪州), 담(潭)은 담주(潭州), 연(兗)은 연주(兗州), 양(梁)은 양주(梁州), 윤(潤)은 윤주(潤州), 악(鄂)은 악주(鄂州), 평(平)은 평주(平州), 흥(興)은 흥원부(興元府, 한중漢中), 광(廣)은 광주(廣州), 재(梓)는 재주(梓州), 복(福)은 복주(福州), 단(丹)은 단주(丹州), 계(桂)는 계양감(桂陽監)에서 제작된 것 등이었다.
- 당 이외에도 남당(南唐)、민(閩)、남한(南漢)、오월(呉越)、초(楚) 등지에서도 주조되었다. 남당에서 발행한 개원통보의 경우는 표면의 글씨가 전서체로 새겨져 있다는 것이 특징이다.
- 직경이 작은 개원통보의 경우 대부분은 민간에서 주조된 사주전(私鑄錢)이다.

또한 금이나 은으로 주조한 개원통보도 있었는데, 당의 시인 장호(張祜)의 《퇴궁인》(退宮人)이라는 시 구절 가운데 「開元皇帝掌中憐, 流落人間二十年, 長說承天門上宴, 百僚樓下拾金錢」이라는 시구가 있다. 당 현종이 늘 승천문(承天門)의 문루에서 연회를 열고 오락을 베풀면서 자리의 분위기가 한창 무르익었을 때 문루 아래를 향해서 금전을 뿌려 주었다는 것이다. 시에서 언급되는 「금전」이란 「금개원통보」(金開元通寶)를 가리키는데, 유통을 위한 화폐로써라기보다는 소장 및 완상을 위한 기념주화 같은 성격이 더 강한 것이었다. 실제로 하가촌(何家村)의 당대 창고 유적에서 금개원통보 30매와 은개원통보(銀開元通寶) 421매가 발굴되었는데, 이는 화폐가 창고 안에서 발굴된 역사상 최초의 발굴이었고, 동시에 「금개원통보」의 존재가 실제로 확인된 사례이다.

## 영향
일본의 화폐인 화동개진은 개원통보의 영향을 받아 주조되었으며, 한국의 전라남도 화순의 백제 사찰 공림사터나 경주 망덕사지, 경상북도 월성군 견곡면 하구리 옛 절터에서 항아리에 담긴 개원통보가 수습되었으며, 발해의 염주성이 있었던 러시아 연해주 크라스키노 유적이나 충청북도 충주시 단월동 유적, 경상북도 안동시 서삼리 고려벽화고분(11세기 말 12세기 초)에서 개원통보가 발굴되기도 했다. 조선 태종(太宗) 15년(1415년) 사섬서(司贍署)에서는 당의 개원통보 제도를 모방해 조선통보(朝鮮通寶)라는 금속 화폐를 주조하도록 하였다.

## 같이 보기
- 비전 (화폐)

## 참고 자료
- 원유한 《한국의 전통사회 화폐》 이화여자대학교출판부, 2005년
- 한국조폐공사 《우리나라 화폐의 변천과 쓰임새》 2017년